# Phyllophryne scortea
Phyllophryne scortea är en fiskart som först beskrevs av Mcculloch och Waite, 1918.  Phyllophryne scortea ingår i släktet Phyllophryne och familjen Antennariidae. Inga underarter finns listade i Catalogue of Life.